# Министерство на машиностроенето и металургията
Министерството на машиностроенето и металургията (ММиМ) е министерство в България, съществувало в периода 1973 – 1977 година.

## История
Създадено е на 13 юли 1973 г. с указ № 1513 при разделянето на Министерството на машиностроенето на две – това министерство и Министерство на електрониката и електротехниката. Състои се от министър, първи заместник-министър, двама заместник-министри (един по цветната и един по черната металургияя) и главен секретар. Колективен орган е Колегиумът. Сред основните му задачи са добив и преработка на нерудни полезни изкопаеми, черни и цветни метали, нефтошисти, петролни изделия и други.
На 15 ноември 1977 г. с указ № 1845 е разделено на министерство на машиностроенето и министерство на металургията и минералните ресурси.

## Списък

### Министри на машиностроенето и металургията 1974 – 1977
| № | Име (Роден-Починал)         | Начало на мандата | Край на мандата | Дни на упр. | Партия/Коалиция | Правителство |
| - | --------------------------- | ----------------- | --------------- | ----------- | --------------- | ------------ |
| 1 | Тончо Чакъров (р. 1932)     | 24 юли 1973       | 17 юни 1976     | 1060        | БКП             | 72           |
| 2 | Никола Калчев (1922 – 1981) | 17 юни 1976       | 20 юли 1977     | 398         | БКП             | 73           |
| 3 | Тончо Чакъров (р. 1926)     | 20 юли 1977       | 15 ноември 1977 | 118         | БКП             | 73           |